# Докторово (Калузька область)
Докторово (рос. Докторово) — присілок в Хвастовицькому районі Калузької області Російської Федерації.
Населення становить 2 особи. Входить до складу муніципального утворення Село Кудрявець.

## Історія
Від 2004 року входить до складу муніципального утворення Село Кудрявець

## Населення
| 2002 | 2010 |
| ---- | ---- |
| 11   | ↘2   |